# Great Northern Railway of Ireland
La Great Northern Railway of Ireland (GNR(I)) est une compagnie ferroviaire irlandaise créée en 1876 et disparue en 1958.

## Histoire
Le Great Northern Railway of Ireland (GNR(I)) a été fondé en 1876 par la fusion de la North Western Railway, du Northern Railway of Ireland et de l’Ulster Railway. Le GNRI a existé jusqu'en 1953,  étant nationalisé conjointement par les gouvernements de la république d'Irlande et d'Irlande du Nord, et administré par la Great Northern Railway (Ireland) Board  (GNRIB).
Le GNR(I) a exploité la ligne principale entre Belfast et Dublin via son hub de Dundalk, entre Dundalk et Derry via Portadown et Omagh, et entre Dundalk et Enniskillen, avec un vaste réseau de lignes secondaires. La plupart des locomotives de la société ont été construites dans ses usines à Dundalk, qui emploient près de 1000 personnes dans des années 1870 jusqu'en 1940.